# Foltosszárnyú partifátyolka
A foltosszárnyú partifátyolka (Osmylus fulvicephalus) a rovarok (Insecta) osztályának a recésszárnyú fátyolkák (Neuroptera) rendjébe, ezen belül a partifátyolkafélék (Osmylidae) családjába tartozó faj.

## Előfordulása
A foltosszárnyú partifátyolka előfordulási területe az egész Közép-Európa.

## Megjelenése
A rovar szárnyfesztávolsága 50 milliméter. A családján belül a nagyobb méretű fajokhoz tartozik.

## Életmódja
Ezt a recésszárnyú fátyolkát késő tavasszal és kora nyáron lehet látni, de csak szürkületkor; nappal elrejtőzik. A folyók és patakok nedves partjait választja élőhelyül.

## Szaporodása
A nőstény a folyóvizek parti növényzete közé rakja le petéit. Miután kikelnek a lárvák, bemennek a vízbe, ahol ragadozó életmódot folytatnak. Számos apró gerinctelent zsákmányolnak.